# 朴京淑
朴京淑（：／ Pak Kyong-suk，1921年9月27日—2020年8月31日），朝鲜民主主义人民共和国女性政治人物，抗日革命老战士。曾任最高人民会议代议员。

## 生平
1921年9月27日出生。1930年代开始参加抗日武装斗争，担任电报员。1945年日本投降后，在延吉县东北民主联军延边军分区（1946年改为吉东军区）参加东北解放战争，担任司令部报务员。金日成在回忆录《與世紀同行》中也提到了她突出的无线电操作能力。
1948年，出任朝鲜劳动党中央委员会机要文件室主任。1954年当选朝鮮民主女性同盟中央委员会委员。1956年7月，在朝鲜劳动党咸镜南道委员会工作，任副部长。1959年10月，任平壤丝织厂党委委员长。1961年9月，当选朝鲜劳动党中央委员会候补委员。1963年5月，任朝鲜劳动党中央委员会轻工业和商业部副部长。1962年，当选最高人民会议代议员。
2015年，获俄罗斯驻朝鲜大使馆授予的“卫国战争胜利70周年纪念奖章”。
2020年9月1日《劳动新闻》发文称，金正恩委员长于8月31日向抗日革命老战士朴京淑灵前送花圈，对她的逝世表示深切哀悼。